# Campeonato Internacional de Tenis de Santos 2016
Il Campeonato Internacional de Tenis de Santos 2016 è stato un torneo di tennis facente parte della categoria ATP Challenger Tour nell'ambito dell'ATP Challenger Tour 2016. È stata la 6ª edizione del torneo che si è giocato a Santos in Brasile dal 19 al 25 settembre 2016 su campi in terra rossa e aveva un montepremi di $40.000+H.

## Partecipanti singolare

### Teste di serie
| Nazionalità | Giocatore              | Ranking | Testa di serie |
| ----------- | ---------------------- | ------- | -------------- |
| Argentina   | Máximo González        | 87      | 1              |
| Brasile     | Thiago Monteiro        | 101     | 2              |
| Brasile     | Rogério Dutra da Silva | 103     | 3              |
| Argentina   | Renzo Olivo            | 116     | 4              |
| Brasile     | Renzo Olivo            | 125     | 5              |
| Argentina   | Guido Andreozzi        | 131     | 6              |
| Argentina   | Nicolás Kicker         | 135     | 7              |
| Argentina   | Máximo González        | 144     | 8              |

* Ranking al 12 settembre 2016.

### Altri partecipanti
Giocatori che hanno ricevuto una wild card:
- Felipe Meligeni Alves
- Osni Junior
- Rafael Matos
- Thiago Seyboth Wild

Giocatori che sono passati dalle qualificazioni:
- Oscar José Gutierrez
- Fabrício Neis
- Eduardo Dischinger
- Caio Silva

Giocatore che è passato come protect ranking:
- Fabiano de Paula

## Vincitori

### Singolare
Renzo Olivo ha battuto in finale  Thiago Monteiro con il punteggio di 6–4, 7–6(5).

### Doppio
Sergio Galdós /  Máximo González hanno battuto in finale  Rogério Dutra da Silva /  Fabricio Neis con il punteggio di 6–3, 5–7, [14–12].